# Hohenbuehelia sciadium
Hohenbuehelia sciadium är en svampart som först beskrevs av Kalchbr. & MacOwan, och fick sitt nu gällande namn av Rolf Singer 1951. Hohenbuehelia sciadium ingår i släktet Hohenbuehelia och familjen musslingar.   Inga underarter finns listade i Catalogue of Life.